# Goniothalamus undulatus
Goniothalamus undulatus är en kirimojaväxtart som beskrevs av Henry Nicholas Ridley. Goniothalamus undulatus ingår i släktet Goniothalamus och familjen kirimojaväxter. Inga underarter finns listade i Catalogue of Life.